# Terrestrial Planet Finder

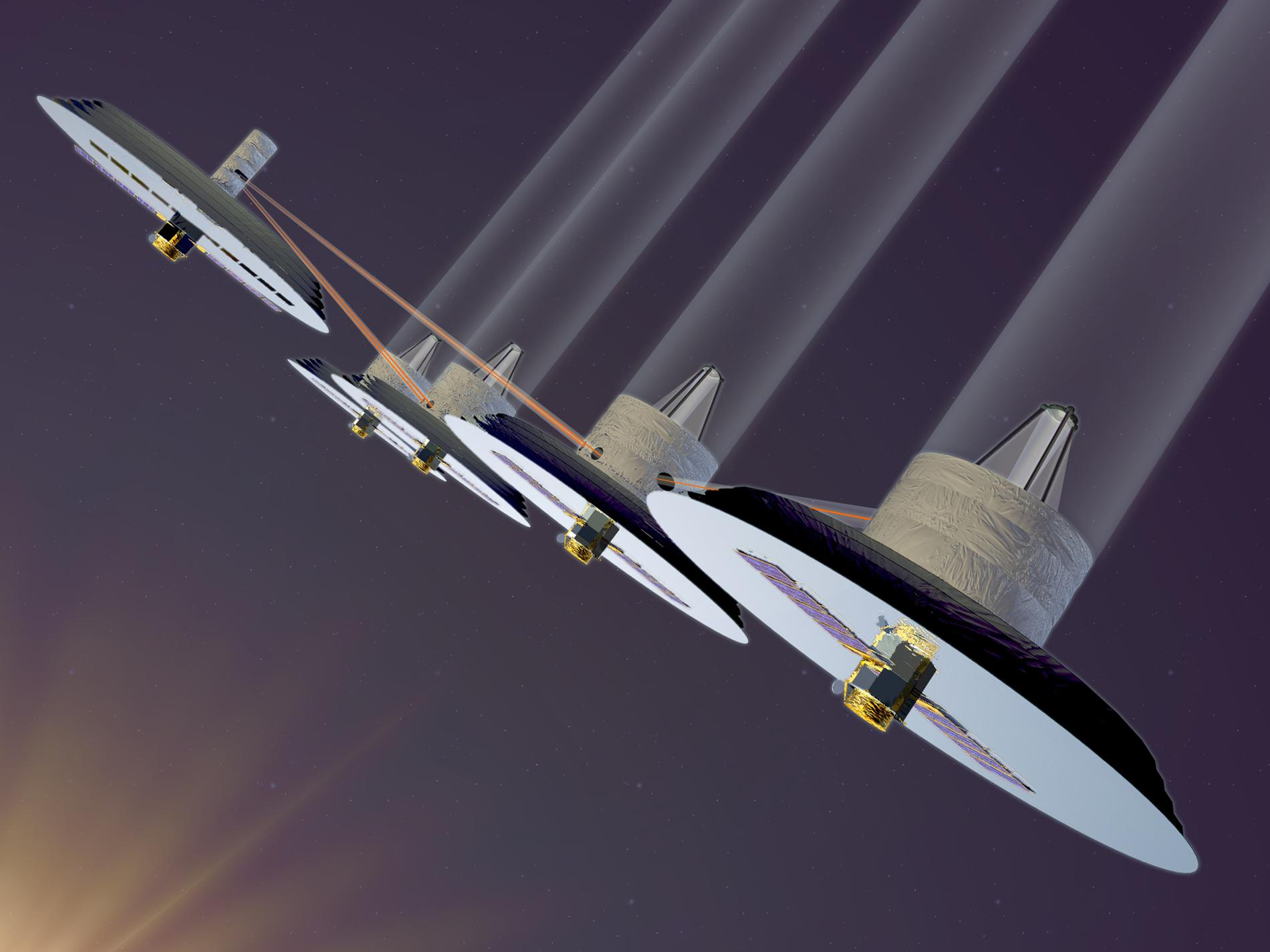
Ein Konzeptbild des TPF-Infrarot-Interferometers

Der Terrestrial Planet Finder (TPF) war ein NASA-Projekt, das mit Hilfe mehrerer Weltraumteleskope ab 2020 nach erdähnlichen Planeten (Exoplaneten) in anderen Planetensystemen der Milchstraße suchen sollte. Im Februar 2006 wurde TPF aufgrund von Budgetkürzungen auf unbestimmte Zeit verschoben und im Jahr 2011 eingestellt.

## Entwicklung
Projektziel war nicht nur das Finden von erdgroßen Planeten in der bewohnbaren Zone um benachbarte Sterne, sondern auch die spektroskopische Analyse ihrer Zusammensetzung, also das Vorhandensein von Wasser, CO und CO2, O2-Molekülen, Ozon und Methan. Außerdem sollte die Planetenentstehung aus den Gas- und Staubscheiben um junge Sterne untersucht werden. 
Nach den Planungen bis Mai 2004 sollte das Projekt aus zwei sich ergänzenden Teleskopsystemen bestehen:
- ein großes optisches Teleskop mit etwa der 10-fachen Auflösung des heutigen Hubble-Weltraumteleskops
- ein Infrarot-Interferometer aus wahrscheinlich vier zusammengeschalteten Infrarotteleskopen mit je 3–4 m Durchmesser.

Entscheidend hierbei wäre, mit Hilfe von Nulling bzw. mit spezieller Optik (Koronograf) die von den Sternen ausgehende Strahlung so weit zu reduzieren (Faktor 106 bis 109), dass die schwache Strahlung von Planeten in Sternnähe erkennbar wird.
Der beobachtbare Bereich würde sich nach heutigem Stand der Technik mit diesem Projekt auf etwa 45–50 Lichtjahre erweitern und die Untersuchung von über 150 Sternen in unserer Umgebung ermöglichen. Der Start des optischen Teleskops war für etwa 2014 geplant, das Infrarotteleskop sollte noch vor 2020 folgen. Ab 2020 war bereits das Nachfolgeprojekt Planet Imager vorgesehen, das die Reichweite der Beobachtungen durch eine Kombination mehrerer TPF-Systeme erhöhen sollte.
Das Projekt wurde mit dem ESA-Projekt Darwin abgestimmt, das jedoch noch in der Konzeptionsphase im Jahr 2007 abgesagt wurde.